# 六节诗
六节诗是一种通过将首节诗句尾词在其余诗节中进行错综重复以营造美妙效果的诗体。六节诗排版严谨，通常由六节39行诗句构成。许多二十世纪的诗人都采用过这一诗体，如庞德（Ezra Pound）和约翰·阿什伯里（John Ashbery）。庞德1909年所写的《六节诗：阿尔塔佛特》（Sestina Altaforte）是其诸多诗作中较为出名的一首。

## 排列
六节诗由六节六句和一节三句组成，体式严谨，其要求在其余五个诗节中重复第一诗节的六个尾词，并以三句诗构成的尾节收束全篇。六节诗的诗句可长可短，但是其第一节决定了其余诸节，因此這種詩體有着严格的音节约束。